# Сиднейская и Австралийско-Новозеландская епархия
Сидне́йская и Австрали́йско-Новозеландская епа́рхия (англ. Australian and New Zealand Diocese) — епархия Русской православной церкви заграницей (с мая 2007 года самоуправляемой церкви в составе Московского патриархата).
Объединяет приходы на территории Австралии и Новой Зеландии. Также епархии административно подчиняется Корейская духовная миссия и православная миссия в Пакистане.

## История
Австралийская епархия РПЦЗ образована в 1946 году (до этого с 1926 года её первым приходом в Австралии был Свято-Николаевский храм в Брисбене). 2 декабря 1946 года епископом был назначен Феодор (Рафальский), приступивший к управлению епархией 5 ноября 1948 года. В конце 1949 года он был возведён в сан архиепископа, а 16 февраля 1950 года получил титул Сиднейский и Австралийско-Новозеландский.
До 1950 года кафедральным собором епархии был Николаевский храм в Брисбене. Затем епископскую кафедру перенесли в Сидней — в Петропавловский собор, ставший новым кафедральным собором епархии.
В 1994 году указом Архиерейского Синода РПЦЗ к епархии была присоединена новообразованная Корейская духовная миссия.
В феврале 2005 года в состав епархии вошли православные приходы Индонезии, бывшие ранее в составе Гонконгской митрополии Константинопольского патриархата. 2 ноября 2019 года клирики Индонезийской миссии РПЦЗ приняли решение о переходе в подчинение Патриаршего экзархата в Юго-Восточной Азии.
В 2007 году архиепископ Иларион (Капрал) отмечал, что «когда, к великому нашему сожалению, некоторая, и слава Богу, не очень значительная часть нашего клира и паствы отошла от церковного единства в раскол, наше епархиальное церковное имущество ни в одном случае не подвергалось опасности незаконного захвата».
Весной 2012 года в Пакистане была учреждена Пакистанская миссия. Производится сбор средств для строительства церкви и детского дома в городе Саргодха.

## Архиереи
1. Феодор (Рафальский) (12 декабря 1946 — 5 мая 1955)
2. Савва (Раевский) (1955 — 5 сентября 1969)
3. Афанасий (Мартос) (5 сентября 1969 — 23 июля 1970)
4. Савва (Раевский) (23 июля — 25 ноября 1970) в/у
5. Феодосий (Путилин) (25 ноября 1970 — 13 августа 1980)
6. Павел (Павлов) (август 1980—1992)
7. Даниил (Александров) (18 марта 1992—1994) в/у, еп. Ирийский
8. Алипий (Гаманович) (7 апреля — май 1994)
9. Варнава (Прокофьев) (11 января — сентябрь 1995)
10. Иларион (Капрал) (20 июня 1996 — 16 мая 2022)
11. Георгий (Шейфер) (17 мая 2022 — 21 сентября 2022) в/у, еп. Канберрский
12. Георгий (Шейфер) (с 21 сентября 2022)

## Викариатства
- Брисбенское (недейств.)
- Мельбурнское (недейств.)
- Канберрское (недейств.)

## Монастыри
- Монастырь в честь Преображения Господня (мужской; Бомбала, Новый Южный Уэльс)
- Монастырь в честь Казанской иконы Божией Матери (женский; Кентлин)
- Монастырь во имя св. Архангела Михаила (мужской; Мэрриквиль)
- Скит во имя святого Иоанна Крестителя (мужской; Кентлин)
- Монастырь в честь Введения во храм Пресвятой Богородицы (женский; Бангарби)
- Монастырь во имя Святой Троицы (мужской; Монкерэй)
- Монастырь во имя святого пророка Илии (мужской; Монарто)

До 2013 года на территории епархии располагался западнообрядный монастырь во имя святого Петрока (мужской, Саус-Хобарт), который уклонился в раскол вместе с настоятелем.